# Marina Mizzau
Marina Mizzau (Roma, 29 maggio 1936 – Bologna, 3 ottobre 2023) è stata una scrittrice, saggista e filosofa italiana.

## Biografia
Laureatasi in Filosofia presentando una tesi in estetica con Luciano Anceschi all'Università di Bologna nel 1960, vi divenne docente. Negli anni Ottanta fu presidente del corso di laurea in DAMS presso la facoltà di Lettere e filosofia. Legata al Gruppo 63 e alla rivista Il Verri, svolse ricerche rilevanti nel campo della comunicazione; si dedicò parallelamente alla narrativa, risultando tra i dodici finalisti del Premio Strega con i due romanzi pubblicati per l'editore Manni.
Partecipò alla fondazione e a numerose iniziative del Centro delle donne di Bologna, a partire dal 1983.

## Opere principali

### Saggistica
- Tecniche narrative e romanzo contemporaneo: per una fenomenologia dei rapporti fra tecniche artistiche e conoscenza, Milano, Mursia, 1965
- Prospettive della comunicazione interpersonale, Bologna, Il mulino, 1974
- Eco e Narciso: parole e silenzi nel conflitto uomo-donna, Torino, Boringhieri, 1979
- L'ironia: la contraddizione consentita, Milano, Feltrinelli, 1984
- Storie come vere: strategie comunicative in testi narrativi, Milano, Feltrinelli, 1998
- E tu allora? Il conflitto nella comunicazione quotidiana, Bologna, Il mulino, 2002
- Ridendo e scherzando: la barzelletta come racconto, Bologna, Il mulino, 2005

### Narrativa
- Come i delfini: racconti, Verona, Essedue, 1988; riedito (con una nota di Umberto Eco) da Bompiani nel 1995
- I bambini non volano, Milano, Bompiani, 1992
- Il silenzio dei pesci, Lecce, Manni, 2004
- Se mi cerchi non ci sono, Lecce, Manni, 2015